# Parasthetops camurus
Parasthetops camurus är en skalbaggsart som beskrevs av Perkins och Balfour-browne 1994. Parasthetops camurus ingår i släktet Parasthetops och familjen vattenbrynsbaggar. Inga underarter finns listade i Catalogue of Life.